# Egon Humer
Egon Humer (* 1954 in Wels) ist ein österreichischer Regisseur, Drehbuchautor und Filmemacher.

## Leben
Egon Humer studierte an der Hochschule für Musik und darstellende Kunst, Abteilung Film und Fernsehen in Wien. Außerdem studierte er Organisationsentwicklung am Institut für Kulturmanagement Wien und erwarb den Abschluss Mag.art.
International preisgekrönter Dokumentarfilmregisseur; 1996 Gründung der Egon Humer Film-TV-Medienproduktion; 2002 Gründung der Firma FIRSTMEDIA network Egon Humer – Michael Eberl OEG, 2006 Umwandlung der OEG in die FIRSTMEDIA network GmbH.

## Filmografie
Filme als Regisseur:
- Emigration N.Y. – Die Geschichte einer Vertreibung (A 1995)
- Gehorsam und Verweigerung (A 1994)
- Joseph Roth – Reise nach Brody (A 1994)
- The Bands (A 1993)
- Die Risikogesellschaft (A 1993)
- Schuld und Gedächtnis (A 1992)
- Der Tunnel (A 1992)
- Running Wild (A 1992)
- Postadresse: 2640 Schlöglmühl (A 1990)
- T4 – Hartheim 1 – Sterben und Leben im Schloß (A 1988)
- Das seltsame Haus (A 1984)

Filme als Regisseur und Produzent:
- Amos Vogel – Ein Porträt, Mosaik im Vertrauen  (A 2001)
- Steine im Netz – Die Kinder der Intifada (A 1999)
- Matura – Die Prüfung (A 1999)
- Matura – Die Zeit danach (A 1999)
- Meine Zigeuner Mutter (A 1998)
- Leon Askin – (Über)Leben und Schauspiel (A 1997)

Als Produzent:
- Kosova Transit – Frauen nach dem Krieg (Regie: Susanne Guggenberger) (A 2002)

## Preise
2001/2002
- Diagonale: Bester Dokumentar- oder Kurzspielfilm Amos Vogel. Mosaik im Vertrauen

1999
- Television Award of the Austrian Public Education Institution, to MATURA part I+II

1996
- EMIGRATION, N.Y. Film of the Month, August 1996, epd Film
- Honorary Mention, PRIX EUROPE, to EMIGRATION, N.Y.
- EMIGRATION, N.Y. Documentary of the Year, epd Film
- Award of the German Film Critics to EMIGRATION, N.Y.
- Deutscher Kritikerpreis

1995
- Audience Award, Diagonale, All-Austrian Film Festival, to EMIGRATION, N.Y.

1993
- Österreichischer Würdigungspreis für Filmkunst

1992
- Wiener Filmpreis to GUILT AND REMEMBRANCE and RUNNING WILD

1991
- "Award of the German Medical Journalists" to BURN OUT

1989
- "Star of the Year" AZ, Munich, Section TV documentaries, for T4 HARTHEIM 1
- "Arunda Award Austria" to T4 HARTHEIM 1

1979
- "Prix du Cinema de Recherché", Rencontre Internationale Henri Langlois, to FLICKA(Experimentalfilm)

## Internet Projekte
Seit 2002 entwickelt Egon Humer in Kooperation mit FIRSTMEDIA network GmbH neue dokumentarische Darstellungsformen im Internet. Schwerpunkte sind komplexe Internetstrukturen mit multimedialen Inhalten, welche die Aufbereitung und Entwicklung von sozialen, wirtschaftlichen und kulturellen Räumen im Internet ermöglichen.
- 2002-2006 multimediale Dokumentation des Ziel2-Gebietes in Wien
- 2006-2012 multimediale Dokumentation von Bahnhofsumbauten der ÖBB
- seit 2002 KMU-Internetplattform inklusive Gemeinde-Schwerpunkt